# 腦幹死亡
腦幹死亡（brainstem death）是死亡的其中一種定義，指腦幹已經不再運作，喪失控制其他器官的功能，包括無法自行呼吸。
在香港等普通法地區中，醫生會為病者進行兩次多重腦幹測試，如果第二次測試後，病者仍沒有生命跡象，那刻便成為證實死亡時間。
在科學上，人的腦幹死亡後，將不能夠復原，原因是因為腦幹細胞都是不可再生的細胞，細胞死後沒有其他細胞會分裂以回充死亡的細胞，而腦幹對比大腦，體積明顯小很多，因而難以像大腦死亡一樣，能重新復原，而且腦幹死亡也意味著自身控制維生機能的能力消失，所以難以重新復原。

## 外部連結
- Great Ormond Street Hospital for Children （页面存档备份，存于）